# كان حتى كان واحد المرة حتى كان زوج دالمرات (فلم 2007)
كان حتى كان واحد المرة حْتى كان زوجْ دالمرات هو فيلم سينمائي مغربي مطول من إخراج وإنتاج وبطولة بشير سكيرج سنة 2007.

## الملخص
معروف إسكافي متزوج من عائشة، التي جعلت من حياته جحيما بمعاملتها السيئة المستمرة. ذات يوم أرادت عائشة أن تضرب زوجها بمطرقة على رأسه، أخطأته، لكن الضربة أظهرت ماردا أرسل معروف إلى حياة جديدة في مدينة أورلاندو بالولايات المتحدة الأمريكية.

بشير سكيرج ممثل و مخرج و منتج مغربي

## بطاقة تقنية
- عنوان: كان حتى كان واحد المرة حْتى كان زوجْ دالمرات
- إخراج: بشير سكيرج
- توزيع: بشير سكيريج، سناء قماري، رشيدة السعودي، إميليو جاراميلو، إيفان جاراميلو
- سيناريو: بشير سكيرج
- التصوير: ألبانس جيلدينيلي
- موسيقى: علي عامر
- مونتاج: عادل ممدال
- إنتاج: بشير سكيرج
- شركات الإنتاج: بشير سكيرج للإنتاج
- البلد الأصلي: المغرب
- اللغة: الدارجة المغربية
- الجنس: خيالي
- المدة: 118 دقيقة
- تاريخ الإنتاج: 2007[3]

## ردود الفعل
- لم يتمكنوا من فهم الفيلم أو تقدير قيمته الحقيقية، لقد أثروا على رأي الجمهور المغربي الذي لم يتمكن من تكوين فكرته الخاصة عن الفيلم، هذا الفيلم الذي لم يتمكنوا حتى من مشاهدته من قبل، بسبب قلة دور العرض والموزعين الرسميين” - زبيدة سكيرج حصار
- المفروض أن الفيلم كوميدي، لكنه بقي بعيدًا عن الكوميديا، وعن كل الأنواع الأخرى، والصدمة أن المخرج سعى إلى التبرير بحجج غير مقنعة ولا منطقية في أغلب خرجاته الإعلامية، وكرر في عدة محطات أنه لكي تضحك عليك أن تدفع تذكرة الدخول إلى المسرح، متجاهلاً أن هناك رواد سينما سافروا مئات الكيلومترات من أجل حب السينما ولا يقبلون الرداءة والسخافة - شرقي عامر[3]